# S.C. Megale
S.C. Megale, nata Shea Coline Megale (13 giugno 1995), è una scrittrice e sceneggiatrice statunitense impegnata spesso con i generi letterari per giovani adulti, fantascienza, e fantasy. È conosciuta soprattutto per il suo romanzo This Is Not a Love Scene (Non è una scena d'amore).

## Biografia

### Inizi
Nata in Virginia da mamma Megan e papà Lawrence, Megale cresce nella regione di Washington, D.C., la più piccola di tre figli. A 18 mesi le viene diagnosticata un'atrofia muscolare spinale, ma decide di vivere la vita secondo i propri criteri e di dedicarsi alla scrittura molto presto. 

### Attività
Nel 2007, a 12 anni, Megale pubblica Marvelous Mercer,  (La Meravigliosa Mercer), un libro per bambini in cui descrive avventure di fantasia con il suo vero cane da assistenza, Mercer. Questo libro è seguito da Marvelous Mercer: The Secret Project (2008)  (La Meravigliosa Mercer: Progetto Segreto), e Marvelous Mercer: All Paws on Deck (2009). (La Meravigliosa Mercer: Tutte le Zampe a Bordo).
Il 26 settembre 2007, USA Today pubblica un articolo su Megale.  Il 27 settembre, appare su Today Show della NBC, dove viene intervistata da Meredith Vieira.  Il 22 ottobre, Megale compare in un articolo del The Washington Post,  scritto da Amy Orndorff.  Il 28 marzo 2008, appare su CBS Evening News, intervistata dal reporter Richard Schlesinger in un segmento presentato da Katie Couric.
Entrando nell'adolescenza, Megale comincia ad interessarsi sempre più di letteratura per giovani adulti, fantascienza e fantasy, e si guadagna presto una reputazione di scrittrice prolifica, dando alle stampe romanzi come quelli della serie The Breakers,  della serie The Brotherhood (La Fratellanza), la serie Emporium (L'Emporio), Overboard (Fuoribordo), The Wall Between Us (Il Muro tra Noi) e Starborn
Il 12 aprile 2010, Megale presenzia alla cerimonia di apertura suonando la campana al NASDAQ MarketSite a Times Square.  Il 7 maggio 2010 è stata l'ospite d'onore alla manifestazione pugilistica cui hanno partecipato diversi campioni a scopo di beneficenza per supportare la propria fondazione — The Shea Coline Megale Trust — ad Oheka Castle ad Huntington. Denominato Hassle at the Castle, la manifestazione ha ospitato leggende della boxe come Evander Holyfield, Gerry Cooney, Tyrell Biggs, Pernell Whitaker e Lou Duva, oltre ai genitori divorziati di Lindsay Lohan—Michael e Dina— la cui presenza alla manifestazione ha provocato tensione tra le ex mogli.
Il 17 novembre 2014, Megale ha preso parte alla première di Hunger Games: Il Canto della Rivolta - Parte Prima, al Nokia Theatre di Los Angeles. Lo stesso anno, ha pubblicato un soggetto cinematografico romantico-paranormale intitolato Guardian.
È del 2015 l'annuncio che la compagnia di produzione cinematografica Lost Colony Entertainment ha opzionato il suo romanzo Starborn, con il regista Richard O'Sullivan che si è occupato dell'adattamento per il grande schermo. 
Il 15 maggio 2015 Megale appare su WCBS-TV a New York, intervistata dal reporter Carolyn Gusoff sul suo lavoro per l'associazione "Canine Companions for Independence" (CCI). Lo stesso giorno, ha pronunciato un discorso alla manifestazione per la stessa associazione a Medford, comparendo anche nell'edizione del 15 maggio 2007 di Newsday, durante la quale ha parlato del suo lavoro con la CCI.
Il 7 maggio 2019 è stato pubblicato dalla casa editrice St. Martin's Press/Wednesday Books il suo romanzo per giovani adulti This Is Not a Love Scene.
Nessuno dei suoi libri è ancora stato tradotto in italiano.

## Vita privata
Testimonial per le persone con disabilità, Megale ha fondato l'associazione "The Shea Coline Megale Trust", organizzazione nonprofit avente per obiettivo la lotta contro l'atrofia muscolare spinale e l'aiuto verso le persone con questa disabilità. Cattolica progressiva, trascorre molto del suo tempo lavorando con i bambini e con cani da assistenza per i disabili, per esempio tramite l'associazione Canine Companions for Independence.